# Metro-Goldwyn-Mayer
Metro-Goldwyn-Mayer (abbreviata MGM, talvolta riportata come Metro Goldwin Mayer) è una società statunitense di produzione cinematografica. Fondata nel 1924 dall'unione della Metro Pictures, della Goldwyn Pictures e della Louis B. Mayer Pictures di Louis B. Mayer, dal 2022 fa parte di Amazon MGM Studios, sussidiaria di Amazon.
La compagnia possiede la più vasta cine-libreria del mondo con oltre 4 100 titoli, più di 10 400 episodi di serie televisive e ha vinto 208 premi Oscar.

## Storia

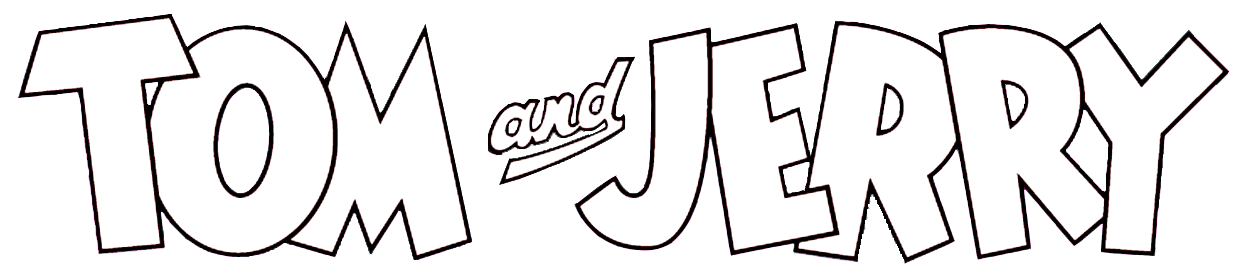
Il logo di Tom & Jerry, uno dei maggior successi della Metro Goldwyn Mayer

La Metro Goldwyn Pictures (MGP), nacque nel 1924 quando Marcus Loew, stringendo un accordo con Samuel Goldwyn e Louis B. Mayer, prese il controllo della Goldwyn Pictures Corporation, della Louis B. Mayer Pictures e della Metro Pictures Corporation. La MGM, guidata da Louis B. Mayer, divenne rapidamente il più importante studio hollywoodiano, anche in virtù delle consistenti risorse economiche derivanti dalle compartecipazioni bancarie e dalla infinita catena di cinema affiliati. Il primo film da essa prodotto fu L'uomo che prende gli schiaffi. Sotto la guida del brillante produttore Irving Thalberg (scomparso prematuramente nel 1936) vengono prodotti capolavori come Rapacità (1924) di Erich von Stroheim, Ben Hur (1926) di Fred Niblo, e La tragedia del Bounty (1935), vincitore quest'ultimo del premio Oscar al miglior film. Sarà lui a reclutare i migliori artisti in circolazione e a realizzare i migliori prodotti della MGP.
Nel 1928 con l'invenzione del sonoro Leo the Lion, la mascotte della compagnia, ebbe per la prima volta un ruggito sonoro. Con l'avvento del sonoro con la MGP firmano attori come Clark Gable, Greta Garbo, Jean Harlow, Spencer Tracy, Joan Crawford, James Stewart, Judy Garland e registi come Vincente Minnelli, George Cukor, King Vidor e W. S. Van Dyke. Inizialmente il nome Metro Goldwyn Mayer era in uso in alternanza a quello di Metro Goldwyn Pictures che, defunto nel 1928, era in uso in alternanza al nome MGM. Negli anni tra la morte di Thalberg e la seconda guerra mondiale, la MGM trionfa ai botteghini con film come il kolossal da Oscar Via col vento e il musical Il mago di Oz, entrambi diretti nel 1939 da Victor Fleming, ma anche alcune serie di successo come quella de L'uomo ombra, con William Powell & Myrna Loy e quella dedicata a Tarzan.
A partire dagli anni 1940 sono iniziate per la prima volta le popolari storie a cartoni animati di Tom & Jerry. Con lo scoppio del conflitto il famigerato boss dello studio Louis B. Mayer ordina la produzione di una serie di film propagandistici, come La signora Miniver (1942). Dopo un periodo di relativa crisi dovuto alla dismissione forzata del circuito delle sale, a cavallo tra gli anni quaranta e cinquanta la MGM produce, grazie alla supervisione del musicista e produttore Arthur Freed, una serie di splendidi musical, avvalendosi di grandi musiche (come Irving Berlin e George Gershwin) e dell'uso del technicolor. È il periodo della coppia Gene Kelly & Stanley Donen (Cantando sotto la pioggia, 1952) e di Fred Astaire (Ti amavo senza saperlo, 1948; Spettacolo di varietà, 1953).
Negli anni cinquanta lo Studio realizza film di qualsiasi genere, oltre al musical: si va infatti dal dramma Il bruto e la bella (1952) di Vincente Minnelli, al kolossal, Ben-Hur (1959) di William Wyler, che stabilisce un nuovo record con 11 premi Oscar vinti. Negli anni sessanta comincia una crisi economica che attraversa numerosi cambi di proprietà, nonostante riesca a produrre ancora film di grande livello. Nel 1962 il mondo saluta il primo Agente 007, con Sean Connery. Nel 1963 viene nominato a capo della società Robert O'Brien che riesce a produrre con grosso rischio economico alcuni tra i capolavori della MGM, tra cui Il dottor Živago (1965), Quella sporca dozzina (1967) e 2001: Odissea nello spazio (1968). Nonostante ciò, questi film diedero profitto in un arco lungo di tempo, e gli azionisti insofferenti per i profitti immediati, costrinsero Robert H. O'Brien alle dimissioni nel 1969. In seguito altre produzioni di rilievo furono Rocky (1976), Thelma & Louise (1991), Quattro matrimoni e un funerale (1994) e La maschera di ferro (1998).
All'inizio degli anni ottanta il rilevamento da parte della MGM della United Artists si è rivelato fallimentare. Nei primi anni novanta una cordata di imprenditori italiani, rappresentati dai finanzieri Giancarlo Parretti e Florio Fiorini con l’amministrazione della società ADS di Milano, acquisì la società, avvalendosi dell'appoggio della banca francese Crédit Lyonnais. Nell'anno successivo Parretti dichiarò fallimento cedendo l'azienda al gruppo transalpino Chargeurs. Nel 1997 viene finanziata alla United Artists la costruzione della cine-libreria più grande nel mondo. L'8 aprile 2005 la compagnia è stata acquistata da un gruppo di investitori guidato da Sony e Comcast Corporation per 4,8 miliardi di dollari, che ha portato alla nascita della MGM Holdings. La MGM ora produce film e contenuti televisivi in collaborazione dal 2005 al 2018 con Sony Pictures Entertainment, dal 2019 al 2022 con Universal Pictures, dal 2022 al 2025 con Warner Bros. Pictures e dal 2025 ritorna con Sony Pictures Entertainment. Nel 2010 la società si è trovata in difficoltà finanziarie; è allora intervenuto un hedge fund, Anchorage Capital Group, con un investimento di 500 milioni di dollari per farla uscire dalla quasi bancarotta. Il fondo ha preso il controllo degli studi.

### Acquisizione da parte di Amazon
Nel dicembre 2020, MGM ha assunto Morgan Stanley e la LionTree Advisors per gestire la potenziale vendita dello studio a causa del COVID-19 e del dominio delle piattaforme di streaming a causa della chiusura delle sale cinematografiche.
Il 17 maggio 2021, Amazon ha avviato le trattative con Anchorage Capital Group per l'acquisizione dello studio facendo un'offerta di circa 9 miliardi di dollari. Il 26 maggio 2021 viene ufficializzata la trattativa per l'acquisizione dello studio da parte di Amazon per 8,45 miliardi di dollari, il 17 marzo 2022 MGM viene ufficialmente acquisita da Amazon.

## Il logo della compagnia
La mascotte della MGM, e prima ancora della Goldwyn Pictures, che compare nei loghi animati delle compagnie, si chiama Leo the Lion ("Leo il leone"); storicamente, nel ruolo di Leo the Lion furono alternati sei leoni diversi, il primo dei quali, Slats, fu addestrato da Volney Phifer a ruggire al segnale del ciak. Nato allo Zoo di Dublino il 20 marzo 1919, Slats è morto nel 1936 ed è sepolto a Gillette, nel New Jersey.
A lui si sono succeduti:
- Jackie (usato per i film in bianco e nero dal 1928 al 1956 e per quelli a colori dal 1935 al 1953);
- Telly (usato per i primi film a colori dal 1929 al 1932);
- Coffee (usato per i film a colori dal 1932 al 1935);
- Tanner (usato per i film dal 1934 al 1957 e per i cortometraggi di Tom & Jerry dal 1940 al 1958 e dal 1963 al 1967);
- George (in auge dal 1956 al 1958; fu alternato prima a Tanner e poi al leone attuale);
- Leo (in uso dal 1957 per tutti i film della MGM e per i corti di Tom & Jerry diretti da Gene Deitch dal 1958 al 1963); nel tempo il logo della MGM venne riveduto e restaurato;
- Il "leone stilizzato", che riproduce un'immagine statica di un leone ruggente e sotto la scritta MGM, utilizzato per tre film dal 1966 al 1968: Grand Prix, La signora amava le rose e 2001: Odissea nello spazio.